# ديريك مان
ديريك مان (بالإنجليزية: Derek Mann)‏ هو مدرب كرة قدم ولاعب كرة قدم بريطاني، ولد في 1944، وتوفي في 2007. لعب مع شروزبري تاون.